# Hagbarth Dahlman
Hagbarth Dahlman (rođ. Andersen-) (Kopenhagen, Danska, 15. siječnja 1901. — Aarhus, Danska, 23. studenog 1974.) je bivši danski hokejaš na travi. Igrao je na mjestu vratara.
Na hokejaškom turniru na Olimpijskim igrama 1928. u Amsterdamu je igrao za Dansku. Odigrao je sva četiri susreta. 
Danska je u ukupnom poredku dijelila 5. – 8. mjesto. U skupini je bila treća, a u odlučujućem susretu u zadnjem kolu u skupini koji je donosio susret za broncu je izgubila od Belgije s 0:1.

## Vanjske poveznice
- Profil na Sports Reference.com  Arhivirana inačica izvorne stranice od 19. svibnja 2011. (Wayback Machine)